# Seznam zápasů velšské fotbalové reprezentace na MS
Velšská fotbalová reprezentace byla celkem 2x na mistrovstvích světa ve fotbale a to v roce 1958 a 2022.
- Aktualizace po MS 2022 – Počet utkání – 8 – Vítězství – 1x – Remízy – 4x – Prohry – 3x

| Číslo | Soupeř   | Výsledek | MS      | Fáze turnaje             | Góly Walesu                  |
| ----- | -------- | -------- | ------- | ------------------------ | ---------------------------- |
| 1.    | Maďarsko | 1 – 1    | MS 1958 | základní skupina C       | John Charles                 |
| 2.    | Mexiko   | 1 – 1    | MS 1958 | základní skupina C       | Ivor Allchurch               |
| 3.    | Švédsko  | 0 – 0    | MS 1958 | základní skupina C       | Ne                           |
| 4.    | Maďarsko | 2 – 1    | MS 1958 | dodatečný zápas o postup | Ivor Allchurch, Terry Medwin |
| 5.    | Brazílie | 0 – 1    | MS 1958 | čtvrtfinále              | Ne                           |
| 6.    | USA      | 1 – 1    | MS 2022 | základní skupina B       | Gareth Bale (penalta)        |
| 7.    | Írán     | 0 – 2    | MS 2022 | základní skupina B       | Ne                           |
| 8.    | Anglie   | 0 – 3    | MS 2022 | základní skupina B       | Ne                           |